# Pouchetia confertiflora
Pouchetia confertiflora är en måreväxtart som beskrevs av Gottfried Wilhelm Johannes Mildbraed. Pouchetia confertiflora ingår i släktet Pouchetia och familjen måreväxter.
Artens utbredningsområde är Annobón. Inga underarter finns listade i Catalogue of Life.